# Objaw Chapmana

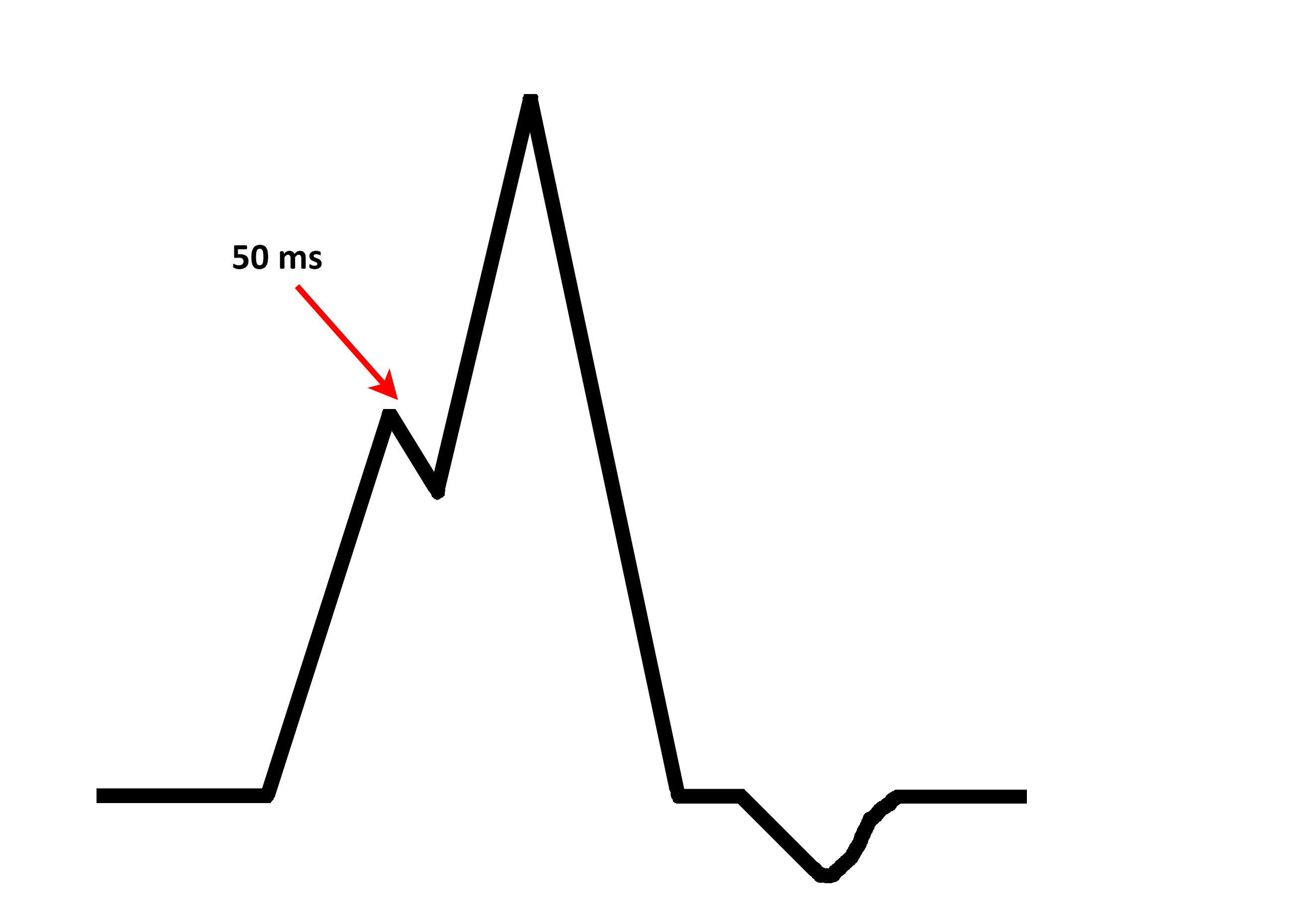
Schematyczne przedstawienie objawu Chapmana w zapisie EKG bloku lewej odnogi pęczka Hisa

Objaw Chapmana – obserwowane w EKG zaburzenie przewodnictwa śródkomorowego pod postacią zazębienia części wstępującej załamka R, mogące wskazywać na przebyty zawał mięśnia sercowego u pacjentów z blokiem lewej odnogi pęczka Hisa (LBBB).

## Historia
Objaw Chapmana został po raz pierwszy opisany w 1957 roku przez amerykańskich kardiologów Myrona Chapmana i Mortona Pearce’a w bloku lewej odnogi pęczka Hisa.

## Definicja
Objaw Chapmana jest to zazębienie na ramieniu wstępującym załamka R o czasie trwania nie mniejszym niż 40 milisekund występujące przynajmniej w jednym z odprowadzeń I, aVL, V5 i V6.

## Zastosowanie
Objaw Chapmana świadczy o przebytym zawale mięśnia sercowego u pacjentów z obecnym w zapisie elektrokardiograficznym blokiem lewej odnogi pęczka Hisa (LBBB). Objaw Chapmana charakteryzuje się małą czułością i dużą swoistością. U pacjentów z blokiem lewej odnogi pęczka Hisa swoistość objawu wynosi ponad 90%.